# Physoceras betsomangense
Physoceras betsomangense là một loài thực vật có hoa trong họ Lan. Loài này được Bosser miêu tả khoa học đầu tiên năm 1980.